# Sävtjärnen (Säters socken, Dalarna)
Sävtjärnen är en sjö i Säters kommun i Dalarna och ingår i Dalälvens huvudavrinningsområde. Sjön har en area på 0,106 kvadratkilometer och ligger 175 meter över havet.

## Delavrinningsområde
Sävtjärnen ingår i det delavrinningsområde (668931-150090) som SMHI kallar för Mynnar i Broån. Medelhöjden är 156 meter över havet och ytan är 6,83 kvadratkilometer. Det finns inga avrinningsområden uppströms utan avrinningsområdet är högsta punkten. Vattendraget som avvattnar avrinningsområdet har biflödesordning 3, vilket innebär att vattnet flödar genom totalt 3 vattendrag innan det når havet efter 156 kilometer. Avrinningsområdet består mestadels av skog (47 procent), öppen mark (10 procent) och jordbruk (33 procent). Avrinningsområdet har 0,1 kvadratkilometer vattenytor vilket ger det en sjöprocent på 1,5 procent.